# Ủng

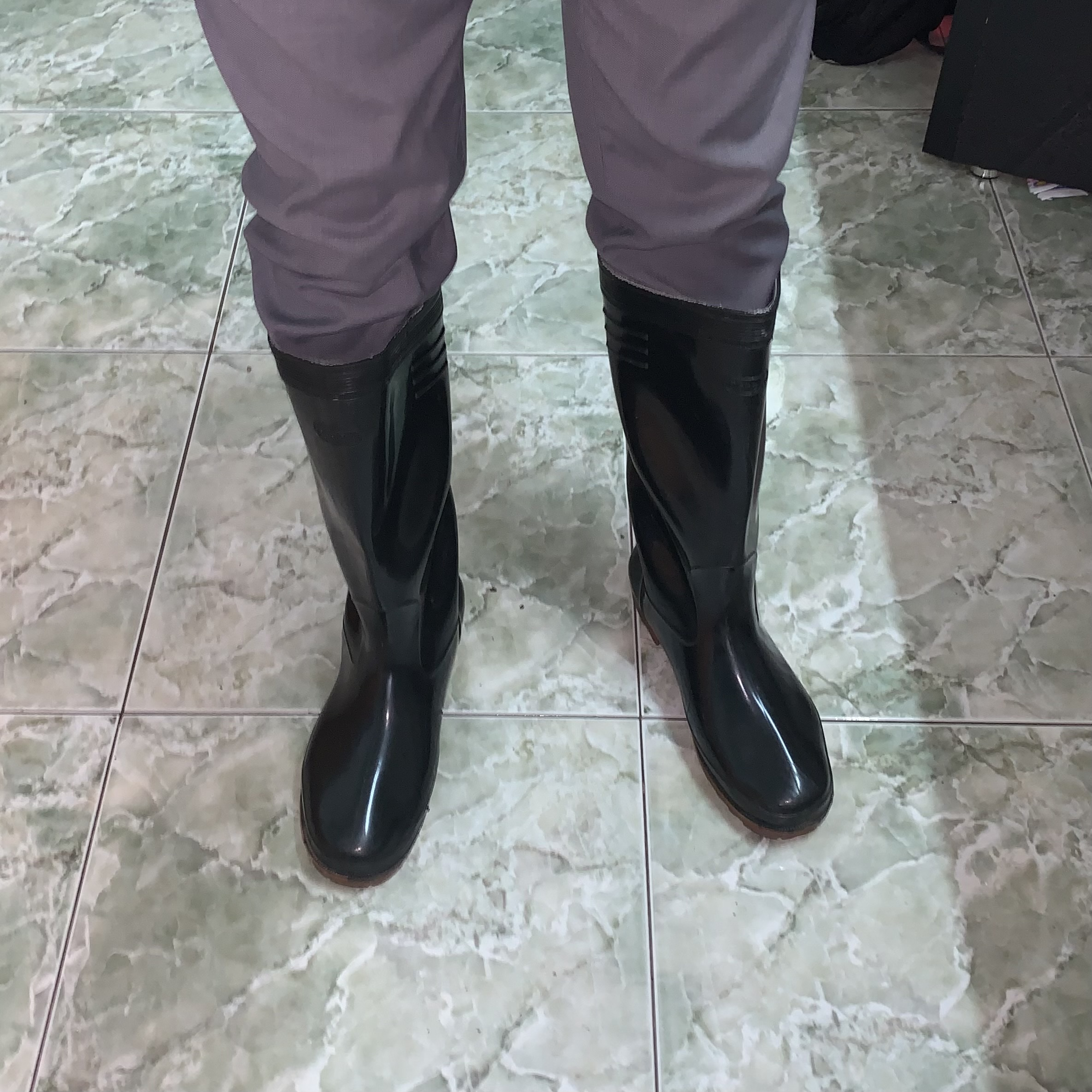

Ủng (hay còn gọi là bốt hay hia hay boot) là một loại giày dùng để đi vào bàn chân người để bảo vệ tốt hơn nhiều so với giày thông thường nên được sử dụng trong các trường hợp cần bảo vệ đặc biệt hoặc lao động gắng sức mà không thể sử dụng các loại giày khác.

## Đặc điểm
Ủng thường được làm bằng cao su, sắt hoặc dạ. Ủng thường cao đến gần đầu gối. Bên trong ủng là lớp vải mềm để không đau chân khi đi. Ủng không có dây buộc hay miếng dính để giữ chặt vào chân. Khi đi ủng, có thể đi kèm với bít tất hoặc đi trực tiếp. Cần phân biệt ủng với giày cao cổ và giày bốt.

## Tác dụng
Ủng có tác dụng bảo vệ cả bàn chân và ống chân khi phải đi ở những nơi lầy lội, bẩn thỉu, đi trong nước, tuyết, những nơi nhiều sỏi đá,... tránh ướt chân, bẩn chân hoặc đau chân; nó cũng được đi nhiều vào mùa lạnh để giữ ấm. Ngày nay, ủng còn được rất nhiều người đi như một loại giày thời trang vừa tránh bẩn, tránh đau chân vừa giữ ấm lại phong cách. Ủng có nhiều loại, có loại chỉ cao đến giữa ống đồng, có loại cao đến đầu gối, có loại gọi là "quần ủng" thì cao đến thắt lưng vì là ủng gắn với quần đều làm từ cao su: có loại chống dính dùng để đi nơi bẩn thỉu, có loại chịu nhiệt để làm việc nơi nhiệt độ cao,...

## Hình ảnh

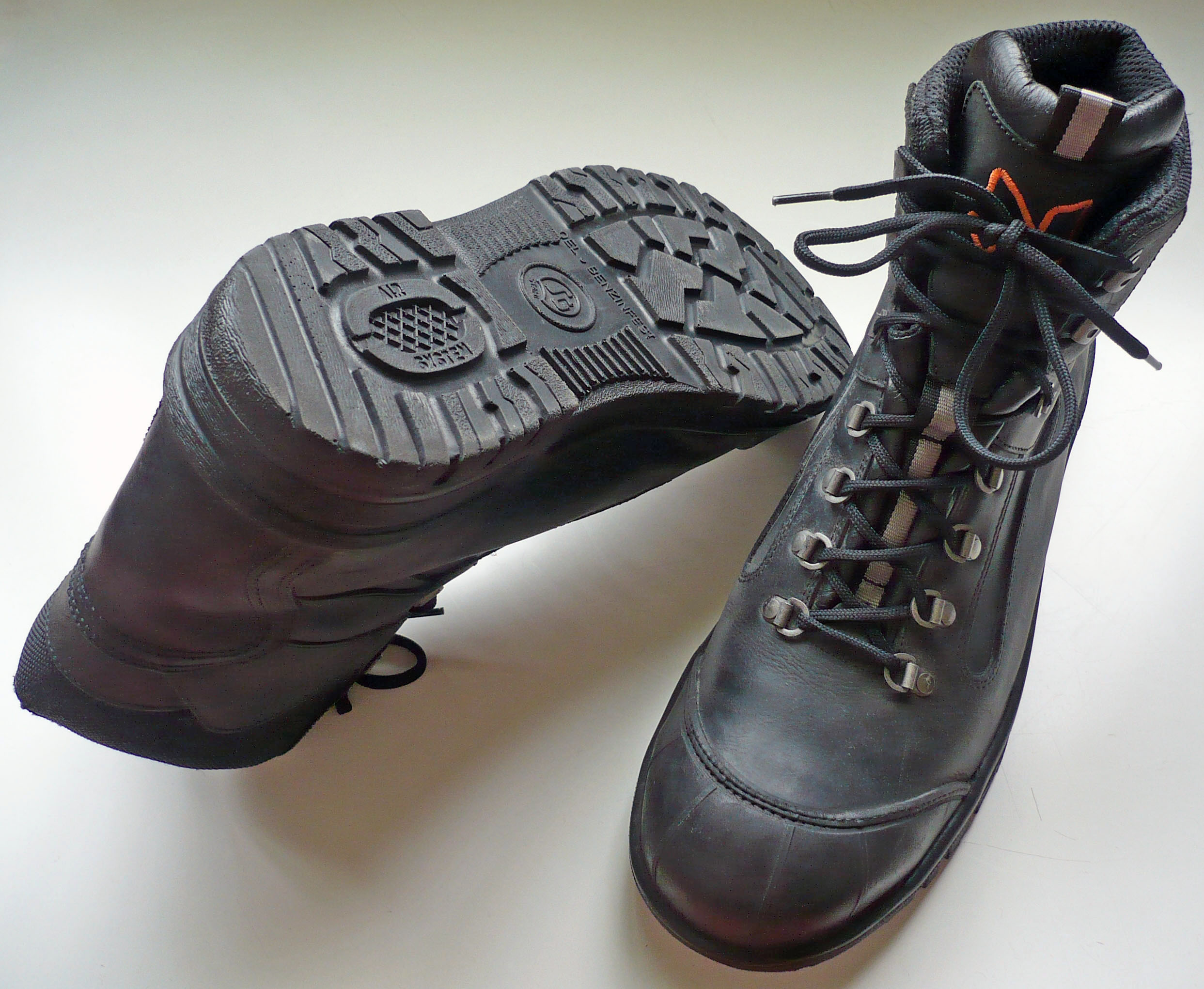
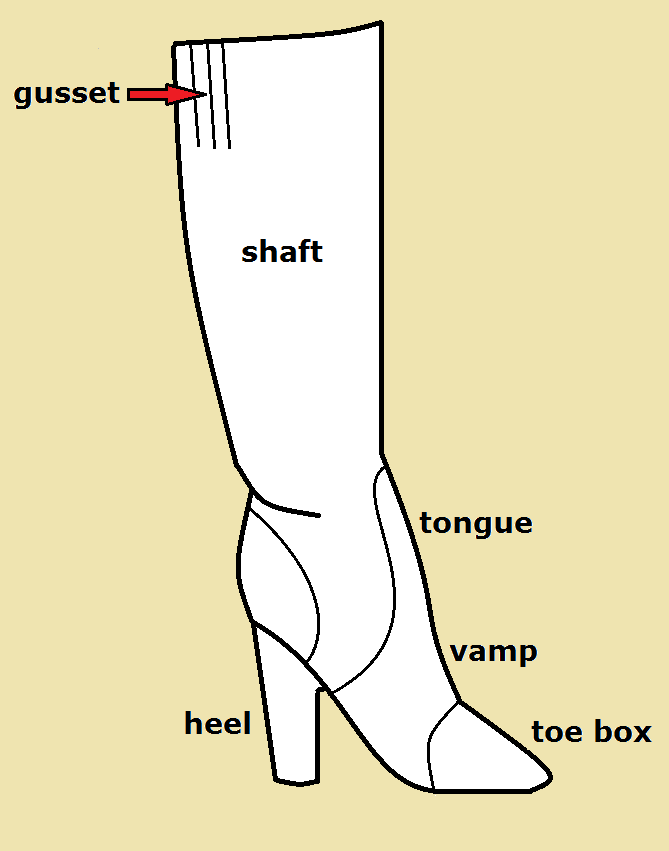
Cấu tạo ủng
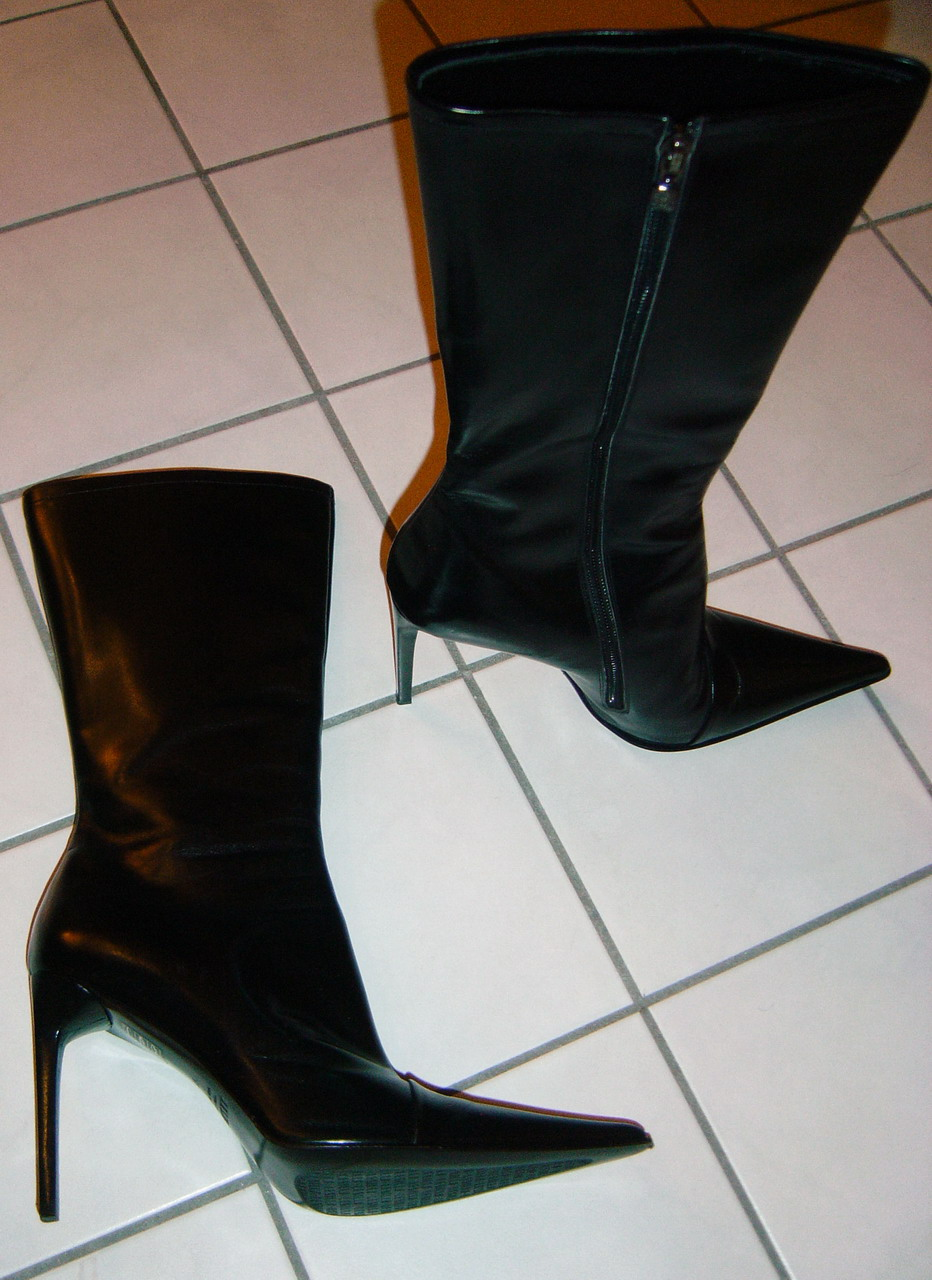
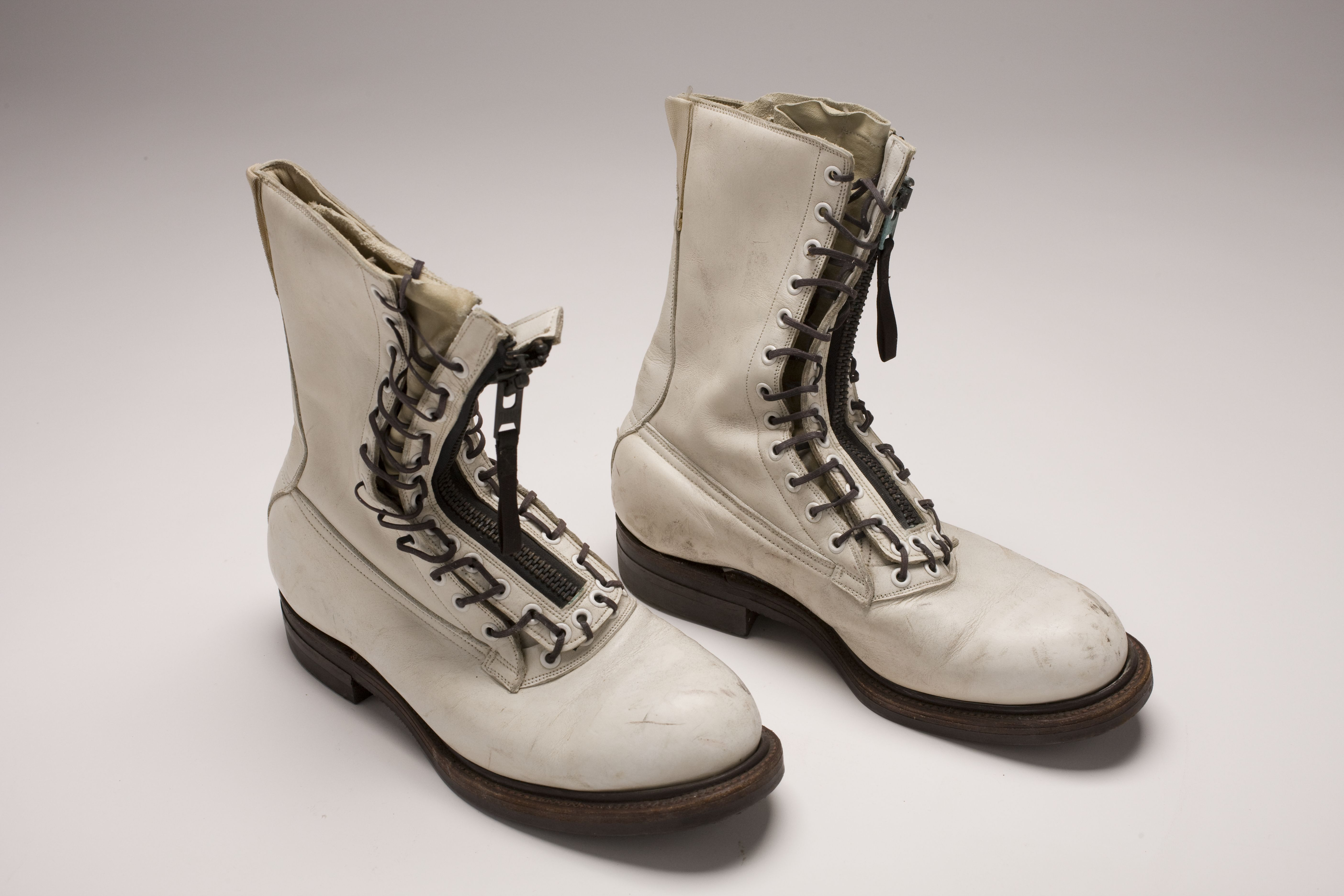